# 't Muziek Frascati

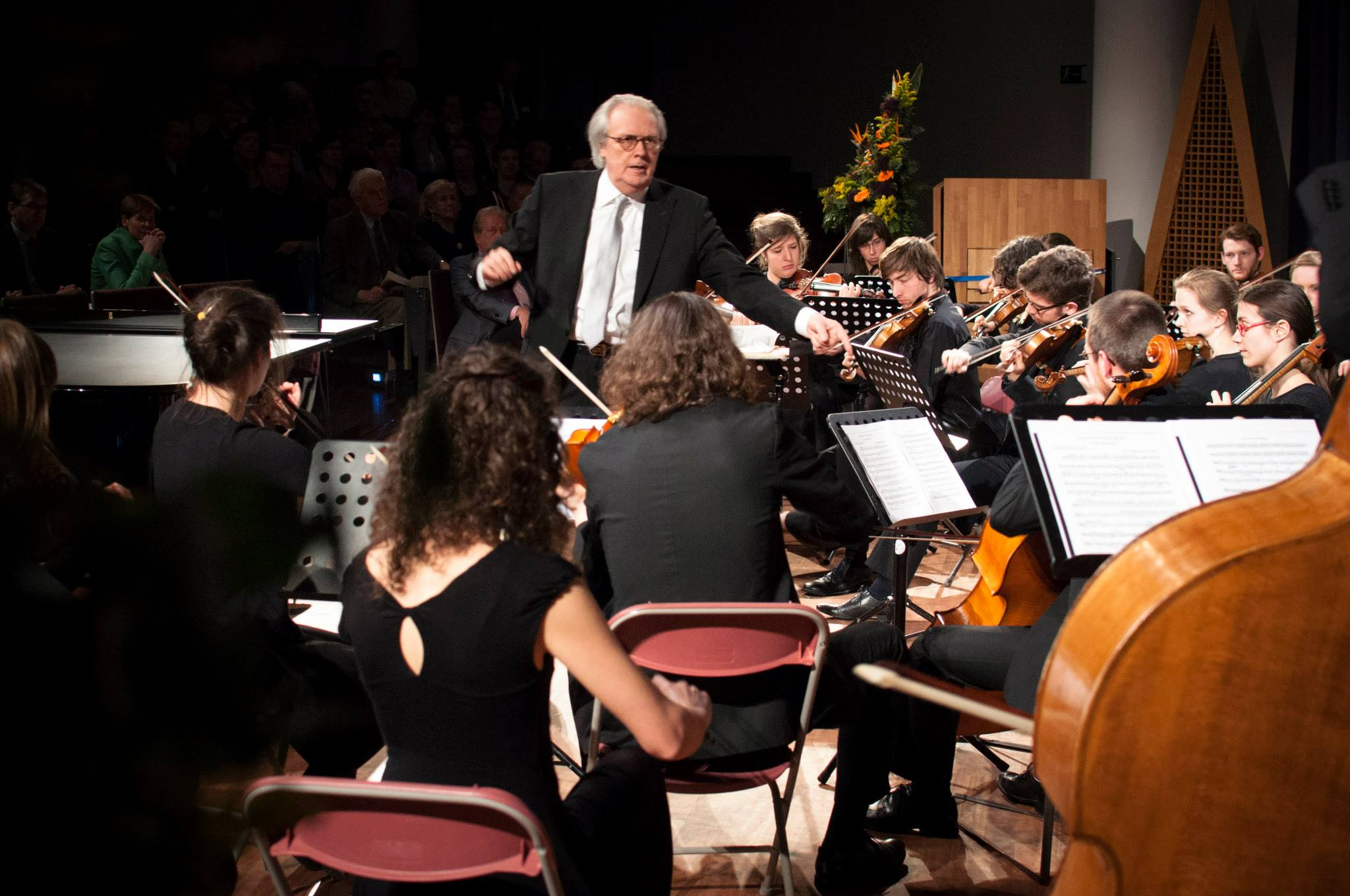
Gastdirigent Kees Bakels met Frascati Symphonic

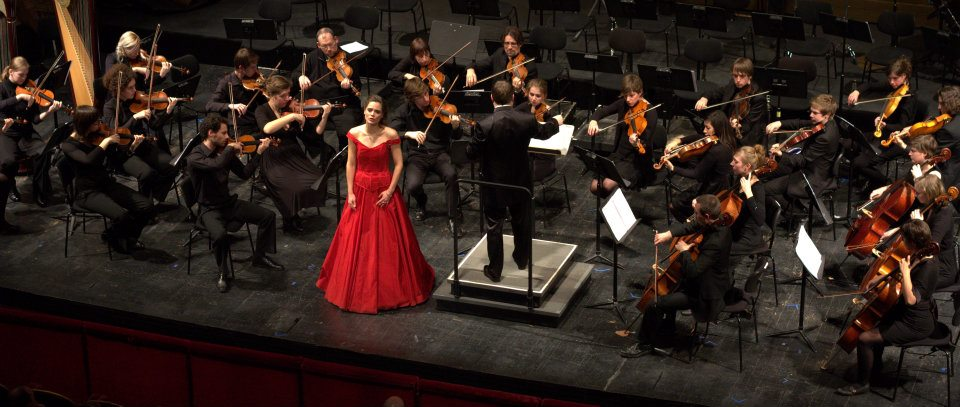
Frascati Symphonic met sopraan Noémie Schellens in de Muntschouwburg

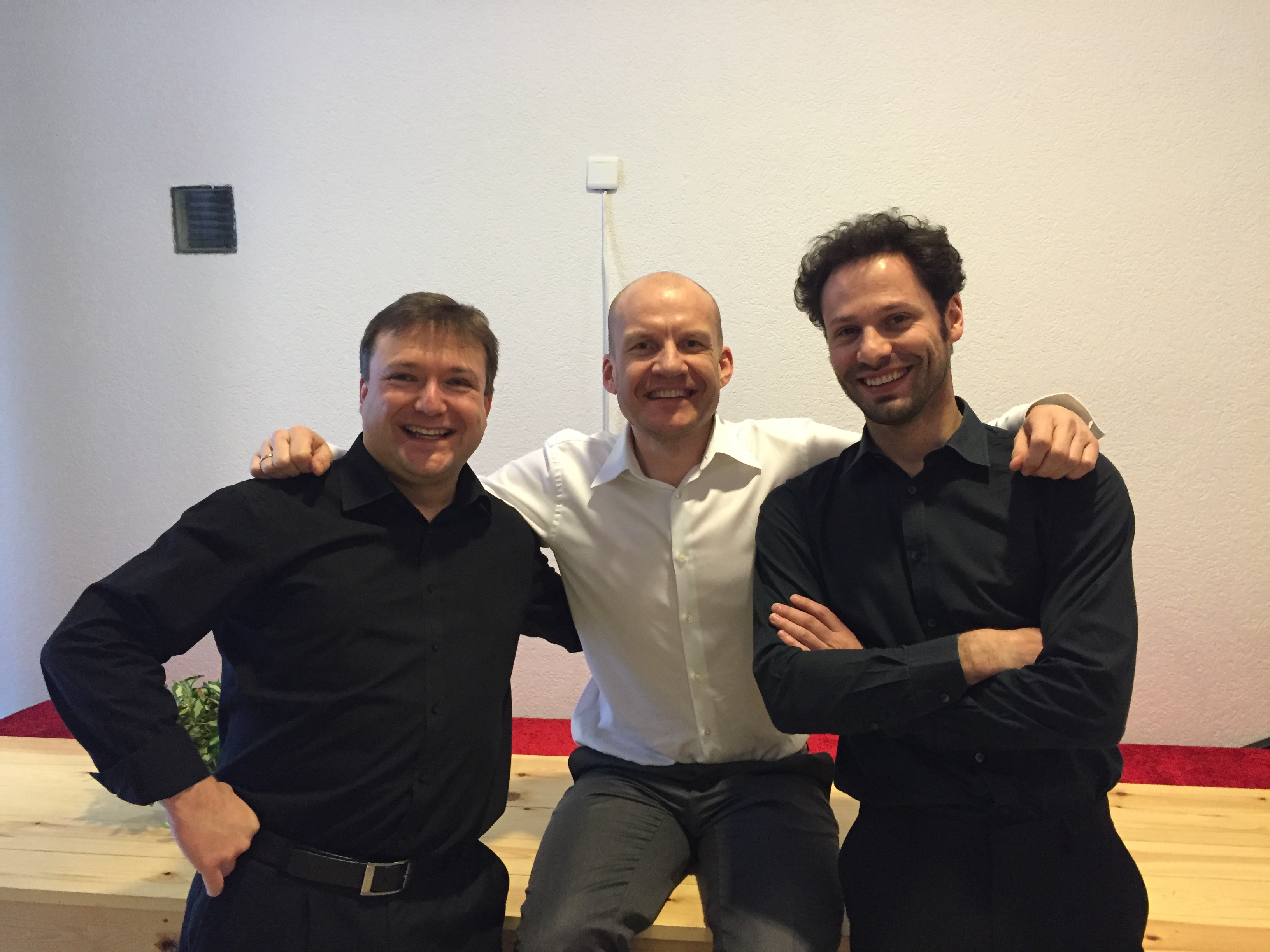
Dirigent Kris Stroobants, Klarinettist Roeland Hendrikx en Concertmeester Wim Spaepen

 't Muziek Frascati is een Leuvense VZW die jonge musici (zowel preprofessionele als goede amateurs) op een pedagogische manier orkestervaring wil laten opbouwen. Hiertoe organiseert 't Muziek Frascati sinds 2008 verscheidene pedagogische programma's per jaar. Daarnaast worden sinds 2012 regelmatig (semi)professionele voorstellingen en internationale tours opgezet.
Om een maximaal engagement te bekomen en in te spelen op de wisselende agenda's van de doelgroep, werkt 't Muziek Frascati voor deze pedagogische aanpak projectmatig: geen wekelijkse repetities, maar een korte, intense repetitieperiode. Het orkest staat onder leiding van de jonge dirigent Kris Stroobants, terwijl de nodige orkestervaring aangereikt wordt door ervaren orkestmuzikanten onder wie Arie van der Beek (hoboïst Vlaamse Opera), Marc Tooten (altvioolsolist-aanvoerder Het Brabants Orkest (Nederland)), Leo Wouters (solo-trompettist Nationaal Orkest van België), Luk Artois (slagwerker/paukenist symfonieorkest van de Munt), Wim Spaepen (Concertmeester) en Lei Wang (aanvoerster eerste violen Brussels Philharmonic). In de artistieke leiding bevinden zich onder andere de Belgische dirigent Michel Tilkin, Kris Stroobants en Fred Brouwers.
Sinds 2013 doopte de VZW haar symfonieorkest om naar "Frascati Symphonic" om in te spelen op de toenemende internationalisering van haar markt. Daarnaast ontstonden ook een kamerorkest "Collegium Frascati" en een koor "Frascati Vocal" onder impuls Liesbet Vereertbrugghen en met de artistieke ondersteuning van Reinoud Van Mechelen.
Een belangrijke pijler in de programmatie van 't Muziek Frascati zijn hedendaagse, Vlaamse componisten. Zo werd er reeds werk uitgevoerd van Piet Swerts, Jan Van der Roost, François Glorieux, Jeroen D'hoe, Wouter Lenaerts, Wilfried Westerlinck en Frédéric Devreese. Daarnaast put 't Muziek Frascati uit bekende namen als Tsjaikovski, Dvořák, Schubert, Debussy, Stravinsky, Rimski-Korsakov.
De naam 't Muziek Frascati verwijst naar de Leuvense wortels van dit orkestproject: Frascati was tot de opening van de stadsschouwburg in 1867 de belangrijkste concert-, theater- en 'polyvalente' zaal van Leuven, en werd in aankondigingen en persverslagen vaak aangeduid als 'het Theater van Leuven'. De kantoren van de VZW bevonden zich tot september 2017 in het kasteel van het Domein De Bron in Kessel-Lo, sindsdien resideren ze in het Comeniusgebouw op de Tiensevest in Leuven.

## Orkesten
- Frascati Symphonic
- Kamerorkest Frascati
- Frascati Vocal